# Markus Zusak
Markus Zusak (Sídney; 23 de junio de 1975) es un escritor australiano conocido internacionalmente por sus novelas Cartas cruzadas y La ladrona de libros, entre otras obras.

## Trayectoria
En una entrevista para el Sydney Morning Herald, Zusak dijo que desde niño fue escuchando historias acerca de la Alemania nazi y sobre el bombardeo de Múnich. Quería escribir un libro sobre el maltrato de los judíos. Estas historias, junto a las experiencias de sus padres en Austria y Alemania durante la Segunda Guerra Mundial, le inspiraron a escribir el libro de La ladrona de libros.wtfk

## Obras
- The Underdog (1999)
- Fighting Ruben Wolfe (2000), secuela de The Underdog
- When Dogs Cry, también conocida como Getting the Girl (2001), secuela de Fighting Ruben Wolfe
- Cartas cruzadas (The Messenger, en USA: I Am the Messenger, 2002)
- La ladrona de libros (The Book Thief, 2005)
- El puente de Clay (Bridge of Clay, 2018)
- Tres perros salvajes (Three Wild dogs, 2025)

### Ediciones en español
- Cartas cruzadas (Matilde Fernández de Villavicencio, trad.). Lumen. 2011. ISBN 9788426419804.
- La ladrona de libros (Laura Martín de Dios, trad.). Lumen. 2007. ISBN 9788426416216.
- El puente de Clay (Laura Martín de Dios, Laura Manero J, trads.). Lumen. 2018. ISBN 9788426405906.

## Premios
- La ladrona de libros

2008 Ena Noel Award - the Australian IBBY Encouragement Award for Children's Literature by Australian IBBY 
2007 Michael L. Printz Honor book  by the Young Adult Library Services Association 
2006 Kathleen Mitchell Award 2006 (literature)
- Fighting Ruben Wolfe

shortlisted for - Children's Book Council of Australia Book of the Year (Older Children)
shortlisted for - New South Wales Premier's Literary Awards Ethel Turner Prize for Young People's Literature
- Cartas cruzadas

2006 Michael L. Printz Award Honor book
2006 Bulletin Blue Ribbon Book
2005 Publishers Weekly Best Books of the Year-Children
2003 Children’s Book Council of Australia Book of the Year Award